# C標準函式庫
C 標準函式庫（C standard library）是在C語言程式設計中，所有符合標準的头文件（header file）的集合，以及常用的函式庫實作程序（如 I/O 輸入輸出和字串控制）。不像 COBOL、Fortran 和 PL/I等程式語言，在 C 語言的工作任務裡不會包含嵌入的關鍵字，所以幾乎所有的 C 語言程式都是由標準函式庫的函式來建立的。

## 設計
每一個函式的名稱與特性會被寫成一個電腦檔案，這個檔案就稱為標頭檔案，但是實際的函式實作是被分存到函式庫檔案裡。標頭檔的命名和領域是很常見的，但是函式庫的組織架構也會因為不同的編譯器而有所不同。標準函式庫通常會隨附在編譯器上。因為 C 編譯器常會提供一些額外的非 ANSI C 函式功能，所以某個隨附在特定編譯器上的標準函式庫，對其他不同的編譯器來說，是不相容的。

### 設計品質
大多数 C 標準函式庫設計得很好。有些少部分會為了商業優勢和利益，把某些舊函式視同錯誤或提出警告。字串輸入函式 gets() 及 scanf() 讀取字串輸入的使用是很多緩衝區溢位的原因，大多数的程式設計指南會建議避免使用。另一個較為奇特的函式是 strtok()，它原本是作為早期的词法分析用途，但是它非常容易出錯（fragile），而且很難使用。

## 历史沿革
ANSI C共包括15個標頭檔。1995年，Normative Addendum 1 （NA1）批准了3个头文件（iso646.h、wchar.h和wctype.h）增加到C标准函数库中。C99标准增加了6个头文件（complex.h、fenv.h、inttypes.h、stdbool.h、stdint.h和tgmath.h）。C11标准中又新增了5个头文件（stdalign.h、stdatomic.h、stdnoreturn.h、threads.h和uchar.h）。至此，C标准函数库共有29个头文件：
| 名字            | 源自 | 描述 |
| --------------- | ---- | --- |
| <assert.h>      |      | 包含断言，被用来在程序的调试版本中帮助检测逻辑错误以及其他类型的bug。                                                           |
| <complex.h>     | C99  | 一组操作复数的函数。 |
| <ctype.h>       |      | 定义了一组函数，用来根据类型来给字符分类，或者进行大小写转换，而不关心所使用的字符集（通常是ASCII或其扩展字符集，也有EBCDIC）。 |
| <errno.h>       |      | 用来测试由库函数报的错误代码。                                                                                                  |
| <fenv.h>        | C99  | 定义了一组用来控制浮点数环境的函数。                                                                                            |
| <float.h>       |      | 定义了用于浮点数库特定实现的宏常量。                                                                                            |
| <inttypes.h>    | C99  | 定义精确的宽度整数类型。 |
| <iso646.h>      | NA1  | 定义几个等效于C中某些运算符的宏。用于使用ISO 646变体字符集进行编程。                                                            |
| <limits.h>      |      | 定义了用于整数库特定实现属性的宏常量。                                                                                          |
| <locale.h>      |      | 定义C语言本地化函数。 |
| <math.h>        |      | 定义C语言数学函数。 |
| <setjmp.h>      |      | 定义了巨集setjmp和longjmp，在非局部跳转的时候使用。                                                                             |
| <signal.h>      |      | 定义C语言信号处理函数。 |
| <stdalign.h>    | C11  | 用于查询和指定对象的数据结构对齐方式。                                                                                          |
| <stdarg.h>      |      | 用于查询和指定对象的数据结构对齐方式。                                                                                          |
| <stdatomic.h>   | C11  | 用于查询和指定对象的数据结构对齐方式。                                                                                          |
| <stdbool.h>     | C99  | 定义布尔数据类型。 |
| <stddef.h>      |      | 定义了几个常见的类型与巨集。 |
| <stdint.h>      | C99  | 定义精确的宽度整数类型。 |
| <stdio.h>       |      | 定义输入输出函数。 |
| <stdlib.h>      |      | 定义数值转换函数，伪随机数生成函数，动态内存分配函数，过程控制函数。                                                            |
| <stdnoreturn.h> | C11  | 用於指定非返回函數。 |
| <string.h>      |      | 定义C语言字符串处理函数。 |
| <tgmath.h>      | C99  | 定義類型通用數學函數。 |
| <threads.h>     | C11  | 定義用於管理多個執行緒以及互斥體和條件變數的函數。                                                                              |
| <time.h>        |      | 定義日期和時間處理函數。 |
| <uchar.h>       | C11  | 用於操作Unicode字元的類型和函數。                                                                                               |
| <wchar.h>       | NA1  | 定義寬字串處理函數。 |
| <wctype.h>      | NA1  | 定義一組函數，用於按類型對寬字元進行分類或在大小寫之間進行轉換。                                                                |

## 外部連結
- The C Standard Library：A detailed description of the header files
- The C Library Reference Guide
- Microsoft C Run-Time Libraries（页面存档备份，存于） on MSDN
- Coding Programmer Page（页面存档备份，存于） [Coding Programmer Page / Library Reference and Examples] (english) ]